# Antal Róth
Antal Róth (Komló, 14 settembre 1960) è un allenatore di calcio ed ex calciatore ungherese, di ruolo difensore, attuale commissario tecnico della nazionale ungherese Under-21.